# Maria José Oliveira
Pour les articles homonymes, voir Oliveira.
Maria José Oliveira née à Lisbonne en 1943, est une artiste contemporaine portugaise. Elle façonne des objets. Elle utilise la céramique, la peinture, la sculpture, la photographie, le dessin.

## Biographie
De 1973 à 1976, Maria José Oliveira étudie la céramique. En 1978 et 1979, elle apprend la sculpture à l'Ar.Co - Centre des arts et communications visuelles (pt) à Lisbonne. De 1991 à 1995, elle enseigne la céramique à l'Ar.Co.
Pour ses premières expositions, elle expose des objets en céramique. Elle diversifie les matières et les techniques. Elle utilise des matières naturelles, du textile. Elle pratique la peinture, la sculpture, la photographie, le dessin.
Elle porte une attention au temps qui passe et qui agit sur les corps et la mémoire. Pour l'exposition de 2006, elle aborde les souvenirs de sa mère. Chaque année, à l'automne, elle ramasse les feuilles mortes dans le jardin de la maison familiale. Elle utilise ces feuilles pour montrer l'action du temps.
Le travail de Maria José Oliveira fait partie de l'exposition Art contemporain portugais, présentée au Frac Nouvelle-Aquitaine La Méca, à Bordeaux, en 2022.

## Expositions
- Ourivesaria Têxtil, Artefacto 3, 1988
- Dimensões – Da Vida da Terra, Musée d'art ancien, Lisbonne 1999
- Cíclico, ARTADENTRO, Faro, 2006
- A Geometria do Tempo, Fundação Carmona e Costa, 2007[5]
- Maria José Oliveira – 40 Anos de Trabalho, Société nationale des beaux-arts de Lisbonne, Lisbonne, 2017[6]

## Distinctions
- Prix international d'art contemporain de Monte-Carlo, Monaco, 1995[1]